# Bert Schouten
Bert Schouten (Rijswijk (Zuid-Holland), is een Nederlands muziekproducent.
Begin jaren zestig was Schouten werkzaam bij Phonogram met onder andere Philips Records in het pakket. Hij is te vinden bij artiesten als Armand en Johnny Lion. Hij stond ook aan het begin van de carrière van André van Duin. In 1970 verhuisde Schouten naar platenlabel CNR Records en ging daar de muziek beheren, die niet in een vaste categorie onder te brengen is. Hij maakte er kennis met Annie de Reuver en Richard de Bois. Ook vroeg hij aan oude bekende André van Duin of hij na vijf jaar stilte weer eens een singletje wilde uitbrengen. Het werd Agata. Tevens is Schouten aanwezig bij opnamen van Willy Alberti en Robert Paul. In 1976 ging Schouten werken bij CBS, waar hij in 1979 weer vertrok. Hij ging freelance werken en maakte in die hoedanigheid opnieuw werk van André van Duin. Hij verzorgde niet alleen opname maar werkte ook bij hem in de theaterprogramma’s. Ze werkten tot 1993 samen. Ondertussen werkte hij ook bij Tineke Schouten (geen familie). Vanaf 1991 werkte hij samen met Benny Neyman. Vanaf 1995 ging Bert Schouten wat rustiger aandoen, maar oude liefde roest niet. CNR vroeg hem enige verzamelalbums samen te stellen van Hollandse artiesten met thema-albums zoals cabaret of liedjes. Na 2005 werd het stil rond Bert Schouten.
Bert Schouten was voorbeeld van muziekproducenten Peter Koelewijn en Hans van Hemert.
Enkele hits die onder Bert Schouten tot stand kwamen:
- Willempie en 35 koeien van André van Duin
- ’t Kan vriezen ’t kan dooien van Robert Paul
- 'Mooi was die tijd van Corry Konings